# NGC 1067
NGC 1067 is een spiraalvormig sterrenstelsel in het sterrenbeeld Driehoek. Het hemelobject werd op 22 november 1827 ontdekt door de Britse astronoom John Herschel.

## Synoniemen
- PGC 10339
- UGC 2204
- MCG 5-7-43
- ZWG 505.45